# ANASIS-II
ANASIS-II（英語：Army Navy Air Force Satellite Information System-II）是韩国首个军用间谍卫星，這枚衛星是由空中巴士國防航天制造。2020年7月20日，“猎鹰9”号运载火箭在美國佛罗里达州卡纳维拉尔空军基地搭载“Anasis-II”成功发射升空。韩国也因此成为全球第十个拥有军用卫星的国家。